# Judith Dupont
Judith Dupont (geboren als Judith Dormandi 22. September 1925 in Budapest) ist eine ungarisch-französische Psychoanalytikerin und Herausgeberin.

## Leben
Judith Dormandi ist eine Tochter der Gelegenheitsmalerin Olga Székely-Kovács (1900–1971) und des Schriftstellers László Dormándi. In ihrer Familie übten ihre Großmutter Vilma Kovács, ihre Tante Alice Bálint und deren Ehemann Michael Balint den Beruf des Psychoanalytikers aus. Ihr Vater war Eigentümer des ungarischen Verlags Pantheon und Autor mehrerer Romane. Ihre Eltern hatten jüdische Vorfahren und konvertierten in den 1920er Jahren zum Christentum. Dormandi wuchs in dem Mehrfamilienhaus in der Budapester Mészáros utca auf, das ihr Stiefgroßvater, der Architekt Frédéric Kovács, errichtet hatte und das in der Zwischenkriegszeit auch Sitz einer anfangs von Sándor Ferenczi und dann von Michael Bálint geleiteten psychoanalytischen Poliklinik sowie der Ungarischen Psychoanalytischen Gesellschaft war. Der Antisemitismus im Horthy-Regime veranlasste ihre Eltern, 1938 nach Frankreich auszuwandern, wo sie die deutsche Judenverfolgung überlebten. Dormandi studierte nach Ende des Zweiten Weltkriegs Medizin in Paris und wurde 1955 im Fach pathologische Anatomie promoviert. 1952 heiratete sie den Mediziner und Druckereibesitzer Jacques Dupont, sie haben zwei Kinder.
Dupont absolvierte die Facharztausbildung beim Pädiater Georges Heuyer und in der psychiatrischen Klinik Fondation Vallée und arbeitete als Kinderpsychologin in verschiedenen Kliniken. Ihre vierjährige Lehranalyse machte sie ab 1954 bei Daniel Lagache und erhielt Supervisionen von Juliette Favez-Boutonier und Françoise Dolto. Sie ist Mitglied in der Association psychanalytique de France.
Dupont verfasste die Personenartikel ihrer berühmten Familienangehörigen für das Dictionnaire international de la psychanalyse und schrieb auch den Artikel über die von ihr selbst seit 1969 herausgegebene wissenschaftliche Zeitschrift Le Coq-Héron. Sie ist Mitglied im Herausgeberkreis des American Journal of Psychoanalysis. Dupont übernahm nach dem Tod Michael Bálints 1970 die wissenschaftliche Verantwortung für den Nachlass von Sándor Ferenczi und sorgt stückchenweise für die französische Übersetzung und Edition seiner Werke sowie der Korrespondenz zwischen Sigmund Freud und Ferenczi. Sie ist auch französische Mitübersetzerin der Schriften Balints.
Im Jahr 1979 schrieb sie unter dem Pseudonym Jeanne Van den Brouck ein populärwissenschaftliches Buch zu Erziehungsfragen, das auch in der deutschen Übersetzung als Handbuch für Kinder mit schwierigen Eltern mehrfach aufgelegt wurde.
2013 erhielt Dupont den Sigourney Award.

## Schriften (Auswahl)
- Ce "fou" de Ferenczi. Le Coq-Héron Nr. 104, 1987, 44–52
- La relation Freud-Ferenczi á la lumière de leur correspondance. Rev int hist psychanal 2, 1989, 181–200
- Entre Freud et Ferenczi: Groddeck. Le Coq-Héron Nr. 123, 1992, 51–56
- Freud's analysis of Ferenczi as revealed by their correspondence. IJP 75, 1994, 301–320
- The story of a transgression. JAPA 43, 1995, 823–834
- Humor in the Freud-Ferenczi correspondence. In J. W. Barron (Hrsg.): Humor and Psyche. Psychoanalytic Perspectives. Hillsdale, NJ 1999, 161–176
- La notion de trauma selon Ferenczi et ses effets sur la recherche psychanalytique ultérieure. Le Coq-Héron Nr. 154, 1999, 42ff
  - Der Traumabegriff nach Ferenczi und sein Einfluß auf die spätere psychoanalytische Forschung. Psyche 5, 1999, 419–431
- Introduction of the Balint issues. Am J Psychoanal 62 (1), 2002, 1–6
- L'exil avant l'exil. Michael et Alice Balint, in: Topique Nr. 80, 2002/3, S. 95–101
- mit Eva Brabant (Hrsg.): La correspondance Ernest Jones – Michael Balint. Ramonville Saint-Agne 2004
- L'introduction de Ferenczi en France. Le Coq-Héron Nr. 180, 2005
- Au fil du temps... Un itinéraire analytique. Paris 2015

Pseudonym Jeanne Van den Brouck
- Jeanne Van den Brouck: Manuel à l'usage des enfants qui ont des parents difficiles. Préface de Françoise Dolto. Paris : Seuil, 1979
  - Jeanne Van den Brouck: Handbuch für Kinder mit schwierigen Eltern. Nachwort Françoise Dolto. Übersetzung Rainer Redies. Stuttgart : Klett-Cotta, 1981 ISBN 978-3-608-91765-9
- David B., Jeanne Van den Brouck: Le Nourrisson savant et ses parents. Paris : Seuil, 1989 ISBN 2-02-012309-6